# Scutelloidea
De Scutelloidea zijn een superfamilie van zee-egels (Echinoidea) uit de infraorde Scutelliformes.

## Families
- Abertellidae Durham, 1955 †
- Astriclypeidae Stefanini, 1912
- Dendrasteridae Lambert, 1900
- Mellitidae Stefanini, 1912
- Monophorasteridae Lahille, 1896 †
- Scutasteridae Durham, 1955 †
- Scutellidae Gray, 1825